# Давид III от Тао
Давид III е грузински владетел на областта Тао от 961 или 966 до 1000 г., познат с презимената Багратид (по името на владетелския род, от който произхожда) и Куропалат (по византийската дворцова титла, която носи), но най-вече с приноса си за архитектурното и писменото наследство на своето време (построява Ошкския манастир и скрипторий) и за обединението на средновековна Грузия.
Давид III играе важна роля в междуособиците в съседна Византия от 70-те и 80-те години на X век, като първо помага на император Василий II да задържи престола си срещу Варда Склир, а после едва не го сваля, като подкрепя друг бунтовник – Варда Фока.

## Отношения с Византия
Давид се намесва в гражданската война във Византия през 979 г. с подкрепления, които допринасят за решителната победа на императорските войски над Склир. Като награда за помощта Василий II предоставя на владетеля на Тао, наред с титлата куропалат, правото за пожизнено владение на Теодосиопол (днешен Ерзурум), Басеан и други области, разпростиращи се на юг до езерото Ван. Давид трябва да покори сам повечето от тези земи, които са под властта на кюрдската династия Маруаниди.
През 988 г. Давид се намесва отново във византийските междуособици, но този път неуспешно, тъй като подкрепеният от него претендент Варда Фока е разбит и загива на бойното поле. През 990 г. Василий II изпраща срещу Тао силна армия, която принуждава грузинския княз да се спогоди с византийците. В замяна на прекратяване на бойните действия и възобновяване на привилегиите от 979 г. Давид се съгласява да завещае земите си на императора.

## Експанзия на Тао
След уреждането на отношенията с Византия, Давид повежда завоевателна война с Маруанидите, в резултат от която към 994 г. завзема Манцикерт и териториите, обещани му от византийския император. Начело на коалиция от арменски и грузински князе, през 997 и 998 г. отразява нашествия от Азербайджан.

## Политика в грузинските земи
Благодарение на географското си разположение и митническата си политика Тао може да разчита на значителни приходи от преминаващите търговски кервани. Давид използва тези постъпления за изграждането на редица манастири и църкви (Ошки, Шатберди и други), които се превръщат в източници на най-ранната съхранена до наши дни грузинска илюстрована религиозна и историческа литература.
Давид се стреми към приобщаване на грузинските княжества. Сам бездетен, той осиновява потенциалния наследник на Абхазия и Картли Баграт III, помага му да заеме абхазкия престол (975 г.) и да утвърди претенциите си над Картли. Към 988 г. отношенията между двамата се развалят и се стига до краткотраен конфликт. Споразумението на Давид с Василий II от 990 г. лишава Баграт от правото да наследи Тао. Все пак Давид допринася много за издигането на Баграт в първия господар на обединена Грузия, което става факт през 1008 г.
Давид умира на 31 март 1000 г., отровен от заговорници. Скоро след смъртта му Тао и останалите му владения са завзети от Василий II.